# The Wailers
«The Wailers» — американський рок-гурт з міста Тахома, штат Вашингтон, часто вважається першою гаражним гуртом. П'ять синглів й один альбом, випущені в 1959—1960 роках зробили гурт популярними артистами місцевої сцени. Серед найвідоміших записів цього гурту — кавер-версія рок-н-роллу Річарда Беррі (1955) «Louie Louie» та сингл «Dirty Robber», які вплинули на розвиток музичного стилю в 60-х роках.

## Історія
Гурт засновано в серпні 1958 гітаристом і басистом, майбутнім лідером колективу Джоном Гріком (англ. John Greek). Їх музика була заснована на рок-н-ролi й серф-рок стилі. Крім стандартного складу в гурті важливу роль відігравали саксофон і орган. У кінцевому підсумку вони одними з перших почали грати напористу, брудну, важку, нарочито «любительську» форму рок-н-ролу, через яку їх (зокрема, завдяки синглу «Dirty Robber») вважають однією з перших гаражних гуртів 60-х рр. У середині-кінці 60-х гурт випробовував вплив фолк-рока й психоделічного рока, помітного, наприклад, у синглі «Hang Up» (1965).
У 1961 «The Wailers» записали кавер-версію рок-н-ролу Річарда Беррі 1955 р. «Louie Louie», надихнув на запис цієї забутої пісні інших музикантів; завдяки записаній в 1963 р. кавер-версії «The Kingsmen» пісня стала надзвичайно популярною у гаражних гуртів і стала у підсумку однією з найбільш часто виконуваних пісень у рок-музиці.
У 1965 р. The Wailers брали участь у запису дебютного альбому «Here Are The Sonics» гурту «The Sonics» — однією з найзначніших гуртів гаражного року. На альбомі була записана кавер-версія «Dirty Robber». Раніше «The Wailers» допомогли «The Sonics» підписати контракт з лейблом «Etiquette», на якому в 1965 р. вийшов їх спільний сингл «Don't Believe In Christmas/Christmas Spirit». У 1998 р. був випущений сингл двома з версіями «Louie Louie», записаними «The Sonics» і «The Wailers».
Гітарист «The Wailers» Ніл Андерсон зараз грає в джаз-гурту «Pearl Django».

## Склад

### Оригінальний склад (із серпня1958р.)
- Джон Грік (англ. John Greek) — ритм-гітара, бас-гітара, Корнет, труба
- Річард Денжел (англ. Richard Dangel) — гітара
- Майк Барка (англ. Mike Burk) — ударні
- Марк Маруш (англ. Mark Marush) — саксофон
- Кент Моррілл (англ. Kent Morrill) — клавішні

### Інші учасники
- Ґейл Гаррісон (англ. Gail (Gayle) Harris) — вокал (запрошений музикант, початок серпня 1959 р.)
- Рокині 'Роббін Робертс (англ. Rockin' Robbin Roberts) — вокал (запрошений музикант, кінець серпня 1959 р.)
- Гері Февьер (англ. Gary Favier) — вокал (жовтень 1958-червень 1959)
- Джон «Бак» Ормсбі (англ. John «Buck» Orsmby) — бас-гітара (з квітня 1960)
- Рон Гарднер (англ. Ron Gardner) — вокал, клавішні, саксофон (1960-е)
- Ніл Андерсон (англ. Neil Anderson) — гітара
- Джон Хенфорд (англ. John Hanford) — гітара
- Дейв Роланд (англ. Dave Roland) — ударні
- Денні Вівер (англ. Denny Weaver) — гітара

## Дискографія

### LP
- The Fabulous Wailers(1959)
- The Fabouls Wailers At The Castle(концертний, 1962)
- Wailers & Company(1963)
- Wailers! Wailers Everywhere!(1965)
- Outburst!(1966)
- Out Of Out Tree(1966)
- Walk Thru This People(1968)

### Збірки
- Tall Cool One(1964)
- Fabulous Wailers, The Boys From Tacoma: Anthology 1961—1969(1993)
- Livewire !!! (1998)
- Original Golden Crest Masters(1998)

### Сингли (вибране)
- Dirty Robber(1959)
- Louie Louie / Mary Ann(1961)
- Seattle / Partytime U.S.A.(1963)
- Back to You / You Weren't Using Your Head(1965)
- Dirty Robber / Hang Up(1965)
- Out of Our Tree / I Got Me(1965)
- Don't Believe In Christmas (The Sonics) / Christmas Spirit (The Wailers) (1965)
- It's You Alone / Tears(1966)
- Think Kindly Baby / End of the Summer(1966)
- You Won't Lead Me On / Tears (Don't Have to Fall)(1966)
- I'm Determined / I Don't Want to Follow You(1967)
- You Can't Fly / Thinking Out Loud(1968)
- Louie Louie (The Sonics) / Louie Louie (The Wailers) (1998)